# Anastasija Czułkowa
Anastasija Aleksandrowna Czułkowa (ros. Анастасия Александровна Чулкова, ur. 7 marca 1985 w Moskwie) – rosyjska kolarka torowa, mistrzyni świata w wyścigu punktowym.

## Kariera
Pierwszy sukces Czułkowa osiągnęła w 2011 roku, kiedy zdobyła srebrne medale mistrzostw kraju w wyścigu drużynowym na dochodzenie i omnium. Rok później osiągnęła największy sukces w swojej karierze zdobywając złoty medal w wyścigu punktowym podczas mistrzostw świata w Melbourne. Rosjanka bezpośrednio wyprzedziła tam Kanadyjkę Jasmin Glaesser i Irlandkę Caroline Ryan.